# Amor Festival
El Festival Internacional de Cine LGBT AMOR, conocido como AMOR Festival, es un certamen cinematográfico chileno celebrado anualmente en las ciudades de Santiago de Chile y Valparaíso. Se enmarca dentro del ámbito del cine independiente LGBT, es decir, exhibición de cintas con temática lésbica, gay, bisexual o transexual. Su primera edición comenzó el 30 de junio de 2016.
La programación de AMOR Festival se divide en cuatro partes: "La competencia Internacional", que incluye una cartelera de largometrajes y cortometrajes nacionales y extranjeros en disputa por el premio del jurado y del público respectivamente. La sección denominada "Panorama Chileno", una muestra de la producción nacional bajo la mirada disidente de directores con trayectoria o jóvenes talentos, como la sección "Panorama Internacional" donde se presentan filmes de diversas latitudes y que problematizan desde sus culturas la temática LGBT+. Finalmente se encuentra la sección "Guerrilla", una selección de 12 trabajos audiovisuales aclamados en distintos festivales de cine LGBT+ de renombre a nivel mundial y que compiten por el premio del público. 
En paralelo se realizan actividades especiales que tienen como objeto poner en discusión diversas problemáticas actuales relacionadas con la cultura LGBT+.
La mayor parte del presupuesto para el evento se obtiene a través de la recaudación de fondos por financiación colectiva, con aportes voluntarios en pesos chilenos de cinéfilos interesados en participar del evento. Asimismo, cuenta con el patrocinio internacional de los Premios Maguey del Festival Internacional de Cine de Guadalajara (México) y de los Teddy Awards del Festival Internacional de Cine de Berlín (Alemania).
Las salas de proyección del festival para su versión 2018, se ubican en cinco locaciones: la Cineteca Nacional del Centro Cultural Palacio La Moneda, Centro Cultural Matucana 100, Insomnia Teatro Condell de Valparaíso, Municipalidad de Providencia y Cineplanet Costanera Center.   
En 2020 y 2021, debido a los confinamientos por la pandemia de COVID-19 en Chile, el evento se realizó de manera virtual y con acceso gratuito. En 2022 el festival vuelve con actividades presenciales y virtuales presentando más de 30 películas LGBT+ y durante el 2023 se mantiene el formato mixto de presentación, agregando además salas de proyección en Iquique, Antofagasta, Valparaíso y Temuco. 

## Ganadores mejor película
- 2016: Made in Bangkok,  Flavio Florencio,  México (2015)
- 2017: El Diablo es Magnífico,  Nicolás Videla,  Chile (2016)
- 2018: Los ojos llorosos,  Cristián Darío Pellegrini,  Argentina (2018)
- 2019: Un viaje en taxi, Mak Chun Kit,  México- Singapur (2019)
- 2020 (edición virtual): El príncipe, Sebastián Muñoz,  Chile- Argentina- Bélgica (2019)
- 2021 (edicion virtual): Canela, Cecilia del Valle,  Argentina (2020)
- 2022: Las Hijas de Zahur,  Laurentia Genske y Robin Humboldt,  Alemania (2021) [8]
- 2023: Kenya, Gisela Delgadillo,  México (2022) [9]

## Premio del Público de la Competencia Internacional
- 2023: Tan inmunda y tan feliz, Wincy Oyarce.[10] Chile

## Premio del Público de Guerrilla
- 2023: El Personaje, Samuel Gonzáles [11] Chile